# Mario Ricardo Vargas
Mario Ricardo Vargas (estado Táchira, Venezuela, 29 de mayo de 1913 - Washington D. C., Estados Unidos, 24 de diciembre de 1949) fue un militar y político venezolano.

## Primeros años
Realizó estudios de primaria y secundaria en Tariba estado Táchira y San Cristóbal. Se gradúa como subteniente en la Academia Militar de Venezuela sirve en los batallones de infantería 23 de abril y Arismendi (1932-1936). Oficial y Jefe de Servicio en el Ministerio de Guerra y Marina, desempeña las funciones de ayudante contador en la Escuela Militar y es ascendido a Capitán.

## Carrera militar

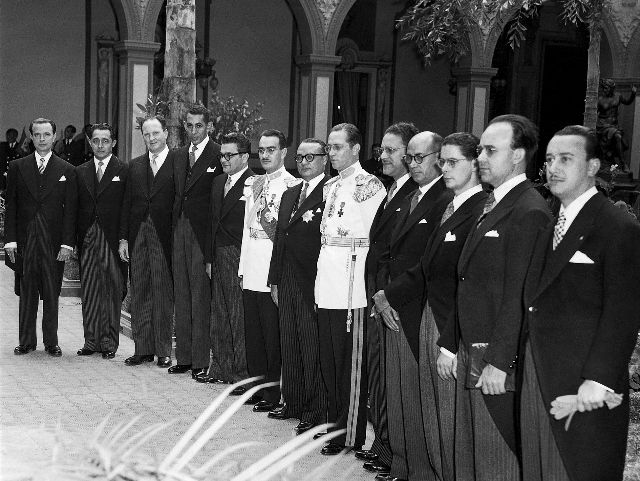
Gabinete de la Junta Revolucionaria de Gobierno en 1947: Antonio Martín Araujo, Ricardo Montilla, Edgar Pardo Stolk, Luis Beltrán Prieto Figueroa, Gonzalo Barrios, Mario Ricardo Vargas, Rómulo Betancourt, Carlos Delgado Chalbaud, Edmundo Fernández Marquis, Raúl Leoni, Manuel Pérez Guerrero, Juan Pablo Pérez Alfonzo, y José Giacopini Zárraga.

Formó parte activa de Unión Patriótica Militar (UPM) y se destacó en la preparación y ejecución del golpe de Estado del 18 de octubre de 1945, durante el cual se encarga de la toma de la Escuela Militar. Miembro de la Junta Revolucionaria de Gobierno, ocupó la cartera de comunicaciones. Ascendido a mayor (1946) se encarga de Ministerio de Relaciones Interiores.
Comandante jefe de las Fuerzas Armadas de Cooperación, promovido a teniente coronel (1947); inspector general de las Fuerzas Armadas en el gobierno de Rómulo Gallegos (1948). Minado por la tuberculosis es tratado en Estados Unidos. Es trasladado con urgencia a Caracas el 23 de noviembre de 1948 para tratar de disuadir a sus compañeros del Alto Mando Militar de llevar a cabo el derrocamiento de Gallegos.
El 24 de noviembre las calles de Caracas eran transitadas por tanques y vehículos militares. Gallegos fue detenido en su casa y luego conducido a la Escuela Militar. Consumado el golpe de Estado, regresa a Estados Unidos donde muere al año siguiente (1949).